# Swing Shift Cinderella
«Swing Shift Cinderella» («Головокружительная Золушка» или «Золушка в две смены») — короткометражный мультипликационный комедийный фильм, выпущенный 25 августа 1945 года компанией Metro-Goldwyn-Mayer. Режиссёр: Текс Эйвери, продюсер: Фред Куимби, сценарист: Хек Аллен, мультипликаторы: Рэй Абрамс, Престон Блэйр, Эд Лав, композитор: Скотт Брэдли.

## Сюжет
Мультфильм начинается со сцены, в которой Большой Плохой Волк гонится за Красной Шапочкой. Парочка пробегает мимо заголовка мультфильма, и Красная Шапочка обращает внимание Волка на то, что они ошиблись мультфильмом. Волк отправляет Красную Шапочку погулять, преображается в дамского угодника вроде того, что фигурировал в мультфильме «Red Hot Riding Hood», и отправляется ухаживать за Золушкой (основой для образа которой послужила Рыжая из обозначенного мультфильма). Отбиваясь от грубых ухаживаний Волка, Золушка делает телефонный звонок своей Фее-Крёстной, которую просит помочь ей попасть в город на бал. Возбуждённая присутствием Волка Фея-Крёстная снаряжает Золушку, а сама пытается добиться от Волка поцелуя.
В конечном счёте вся компания оказывается на балу, где Золушка, одетая в сексуальный наряд, исполняет со сцены песню «Oooh, Wolfie», Волк традиционно возбуждён сверх всякой меры, а Фея-Крёстная пытается всячески охладить его пыл и обратить на себя его внимание.
В полночь Золушка стремительно покидает бал, чтобы успеть на автобус, везущий ночную смену на завод Lockweed (пародия на Lockheed Corporation). «Наконец-то я отвязалась от этого назойливого Волка!» — произносит Золушка, но автобус в действительности оказывается полон волков в рабочих комбинезонах, которые также едут на ночную смену.